# Laserkoeling
Laserkoeling is een koeltechniek die gebruikmaakt van lasers om in een gas ultralage temperaturen te bereiken. Het waren de ontwikkelingen in de jaren tachtig op dit gebied die ten grondslag lagen aan de creatie van de eerste bose-einsteincondensaten in 1995. De eenvoudigste vorm van laserkoeling is de zogenaamde optische molasse.

## Het idee achter de techniek
Laserkoeling steunt in essentie op een drietal aspecten van de fysische wereld:
1. De snelheden van de deeltjes van een gas zijn verdeeld volgens een welbepaalde statistische verdeling (boltzmannverdeling) die op een specifieke wijze met de temperatuur van het systeem kan verbonden worden.
2. De golf-deeltjes dualiteit van de kwantummechanica.
3. De wet van actie en reactie van Newton.

Uit het eerste punt kan worden afgeleid dat indien ervoor gezorgd wordt dat de deeltjes gemiddeld trager bewegen, de temperatuur van het systeem verlaagd is.
Dit kan op twee manieren gerealiseerd worden; enerzijds kan men de deeltjes die het snelst bewegen uit het systeem verwijderen en zo de gemiddelde snelheid en dus temperatuur van het systeem verlagen, dit is de basis waarop evaporatieve koeling gebaseerd is. Anderzijds kan men de snelheid van alle deeltjes gemiddeld verlagen. Dit is waar bij laserkoeling op gesteund wordt.
Hiervoor wordt de frequentie van het licht van een laser een klein beetje onder de excitatie-energie van de gebruikte atomen gekozen. Indien de atomen tegen de laserbundel in bewegen zorgt de blauwe dopplerverschuiving ervoor dat de frequentie van het laserlicht dichter bij de excitatie-energie komt te liggen zodat deze atomen gemakkelijker de fotonen zullen absorberen. Indien ze echter met de bundel meebewegen treedt er een rode dopplerverschuiving op zodat de kans kleiner wordt dat de atomen fotonen zullen absorberen.
Tijdens het absorberen van een foton moet er behoud van impuls zijn zodat in het eerste geval de atomen afgeremd zullen worden en in het tweede geval versneld.
Omdat er door de dopplerverschuivingen meer atomen zullen zijn die worden afgeremd dan versneld is het volledige effect of het gehele systeem een gemiddelde afremming in de richting van de laserbundel. 
Bij het vervallen uit de geëxciteerde toestand (na het absorberen van een foton) naar de grondtoestand wordt door het atoom een foton uitgezonden in een willekeurige richting. Door dit uitzenden van een foton moet wegens behoud van impuls het atoom ook een impulsverandering in de tegengestelde richting ondergaan. 
Omdat dit proces zich vele malen herhaalt moet men zich geen zorgen maken om de bijdrage van het vervalproces, gezien het foton in een willekeurige richting wordt uitgezonden zodat het nettoresultaat van veel dergelijke vervallen voor het atoom op nul uitmiddelt.
Het netto resultaat van het gehele proces is dus een gemiddelde vertraging in één specifieke richting. Door gebruik te maken van zes lasers (naar links, rechts, voor, achter, beneden en boven) kan een algemene beweging afgeremd worden. Een dergelijke constructie wordt een optische molasse (of optisch rooster) genoemd.

## Beperkingen
Het is echter niet mogelijk een gas op deze manier tot het absolute nulpunt af te koelen, of anders gezegd, alle atomen perfect tot stilstand te brengen.
Door de spontane emissie van fotonen (vervalgedeelte van het proces) en de kwantisatie van de energie van de fotonen ({\displaystyle E=h\nu }) voeren de atomen een random walk uit in de impulsruimte, met stappen ter grootte van de impuls van de fotonen. 
Dit veroorzaakt een opwarmingseffect dat de afkoeling tegen gaat en er zelfs een grens aan oplegt.
De laagste temperatuur waarbij deze twee mechanismen elkaar in evenwicht houden wordt de Dopplertemperatuur genoemd. Dit is de laagste temperatuur die men met dopplerkoeling (het systeem met 6 lasers uit de vorige paragraaf) kan bereiken.
Wil men echter nog lagere temperaturen bereiken dan moeten andere technieken aangesproken worden. Men kan bijvoorbeeld gebruikmaken van de Sisyphuskoeling, genaamd naar de mythologische figuur Sisyphus, een laserkoelingstechniek waarbij men tot de zogenaamde recoil-limiet kan koelen.